# Cuphea paradoxa
Cuphea paradoxa är en fackelblomsväxtart som beskrevs av Emil Bernhard Koehne. Cuphea paradoxa ingår i släktet blossblommor, och familjen fackelblomsväxter. Inga underarter finns listade i Catalogue of Life.